# Zach Collins
Zach Collins (North Las Vegas, Nevada; 19 de noviembre de 1997) es un baloncestista estadounidense que pertenece a los Chicago Bulls de la NBA. Con 2,11 metros de estatura, juega indistintamente en las posiciones de ala-pívot o pívot.

## Trayectoria deportiva

### Primeros años
Jugó en su etapa de instituto en el Bishop Gorman High School de Las Vegas, llevándolo a ganar cuatro campeonatos estatales consecutivos. En su última temporada promedió 17,3 puntos, 14 rebotes, 3,1 asistencias y 6,4 tapones, siendo elegido MVP de la Nevada Southwest League, y jugador del año del estado.

### Universidad
En marzo de 2015 se comprometió con los Bulldogs de la Universidad Gonzaga para su etapa universitaria, descartando otras opciones como California, San Diego State, Utah o New Mexico. Jugó una única temporada, en la que promedió 10,0 puntos, 5,9 rebotes y 1,8 tapones por partido, Fue incluido en el segundo mejor quinteto de la West Coast Conference y en el mejor quinteto de novatos de esa temporada.
Al finalizar su primera temporada se declaró elegible para el Draft de la NBA, renunciando así a los tres años que le quedaban como universitario.

#### Estadísticas
| Año     | Equipo  | PJ | PT | MPP  | %TC  | %3P  | %TL  | RPP | APP | ROB | TPP | PPP  |
| ------- | ------- | -- | -- | ---- | ---- | ---- | ---- | --- | --- | --- | --- | ---- |
| 2016–17 | Gonzaga | 39 | 0  | 17.3 | .652 | .476 | .743 | 5.9 | 0.4 | 0.5 | 1.8 | 10.0 |

### Profesional
Fue elegido en la décima posición del Draft de la NBA de 2017 por los Sacramento Kings, pero sus derechos fueron traspasados a los Portland Trail Blazers a cambio de los de Justin Jackson y Harry Giles.
Durante su tercera temporada en Portland, ya como titular, el 5 de noviembre de 2019 se anunció que había sido operado con éxito para reparar el hombro izquierdo y se espera que estuviese de baja unos cuatro meses, pero finalmente no jugó más esa temporada.
El 30 de diciembre de 2020, los Portland Trail Blazers anunció que Collins había sido operado con éxito para reparar su fractura por estrés del maléolo izquierdo y, como resultado, se perdió toda la temporada 2020-21.
Tras cuatro años en Portland, el 2 de agosto de 2021, firma como agente libre con San Antonio Spurs por $22 millones y 3 años.
El 22 de octubre de 2023, acuerda una extensión de contrato por dos años y $35 millones con los Spurs.
El 2 de febrero de 2025 es traspasado a Chicago Bulls en un acuerdo entre tres equipos.

## Estadísticas de su carrera en la NBA

### Temporada regular
| Año     | Equipo      | PJ  | PT | MPP  | %TC  | %3P  | %TL  | RPP | APP | ROB | TPP | PPP  |
| ------- | ----------- | --- | -- | ---- | ---- | ---- | ---- | --- | --- | --- | --- | ---- |
| 2017-18 | Portland    | 66  | 1  | 15.8 | .398 | .310 | .643 | 3.3 | .8  | .3  | .5  | 4.4  |
| 2018-19 | Portland    | 77  | 0  | 17.6 | .473 | .331 | .746 | 4.2 | .9  | .3  | .9  | 6.6  |
| 2019-20 | Portland    | 11  | 11 | 26.4 | .471 | .368 | .750 | 6.3 | 1.5 | .5  | .5  | 7.0  |
| 2021-22 | San Antonio | 28  | 4  | 17.9 | .490 | .341 | .800 | 5.5 | 2.2 | .5  | .8  | 7.8  |
| 2022-23 | San Antonio | 63  | 26 | 22.9 | .518 | .374 | .761 | 6.4 | 2.9 | .6  | .8  | 11.6 |
| 2023-24 | San Antonio | 69  | 29 | 22.1 | .484 | .320 | .753 | 5.4 | 2.8 | .5  | .8  | 11.2 |
| 2024-25 | San Antonio | 36  | 4  | 11.8 | .462 | .304 | .886 | 2.8 | 1.4 | .4  | .4  | 4.6  |
| 2024-25 | Chicago     | 28  | 8  | 19.7 | .541 | .300 | .884 | 6.7 | 2.1 | .5  | .5  | 8.6  |
| Total   | Total       | 378 | 83 | 18.9 | .482 | .331 | .767 | 4.8 | 1.8 | .4  | .7  | 8.0  |

### Playoffs
| Año   | Equipo   | PJ | PT | MPP  | %TC  | %3P  | %TL  | RPP | APP | ROB | TPP | PPP |
| ----- | -------- | -- | -- | ---- | ---- | ---- | ---- | --- | --- | --- | --- | --- |
| 2018  | Portland | 4  | 0  | 17.5 | .367 | .214 | .750 | 3.0 | 1.5 | .8  | .5  | 7.0 |
| 2019  | Portland | 16 | 0  | 17.2 | .506 | .333 | .800 | 3.6 | .9  | .4  | 1.4 | 6.8 |
| Total | Total    | 20 | 0  | 17.3 | .468 | .286 | .793 | 3.5 | 1.0 | .5  | 1.2 | 6.9 |